# Castillo de Santa Águeda
El castillo de Santa Águeda (en árabe Sent Agaiz) se encuentra en el término municipal de Ferrerías, Menorca.
Está situado en la cumbre de una colina llamada Santa Águeda, de 264 metros de altura sobre el nivel del mar. Es el tercer lugar más alto de la isla después de Monte Toro (358 m) y S'Esclusa (275 m).
El acceso al castillo se realiza por una calzada romana.

## Historia
El castillo de Santa Águeda fue construido sobre un castrum romano por los árabes, cuando Manûrqa (Menorca) era parte del califato de Córdoba. No se sabe exactamente cuándo se construyó, aunque fue antes de 1232.
En 1287, se convirtió en el último punto de resistencia de los árabes cuando la isla fue invadida por Alfonso III de Aragón. Posteriormente el castillo fue destruido por el sobrino mayor del rey, Pedro IV de Aragón, hacia 1343. 
En 1987 fue declarado Bien de Interés Cultural (BEC).

## Titularidad pública

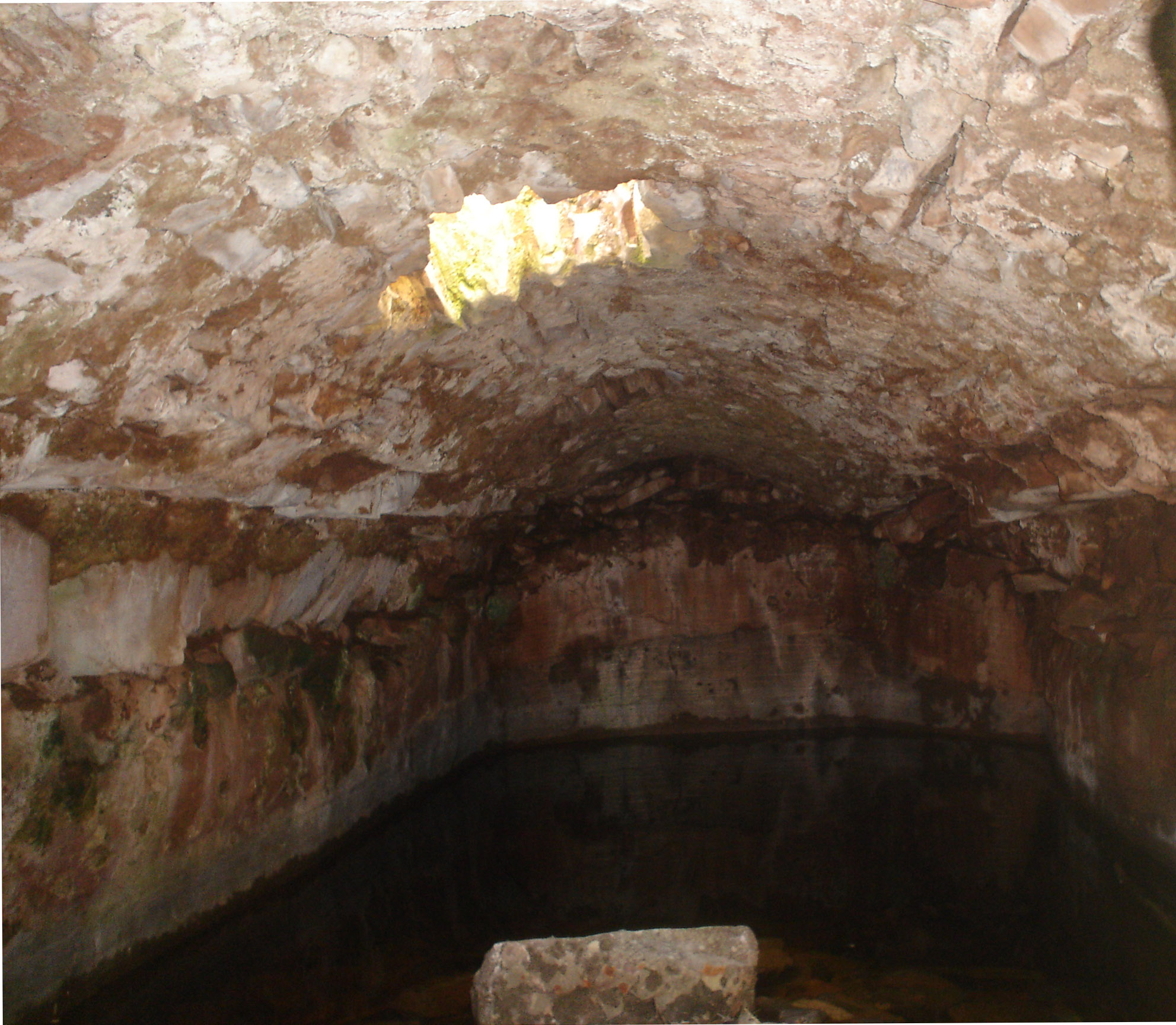
Interior de la cisterna.

Actualmente el castillo de Santa Águeda se encuentra en ruinas, aunque el Consejo Insular de Menorca diseñó en 2004 un proyecto llamado Plan Especial de Protección de Santa Àgueda (PEP) para rehabilitarlo y restaurarlo.
El 10 de enero de 2007 se hizo público el acuerdo de compraventa de los 432 103 m² donde se encuentra el castillo, entre el Consejo Insular y los propietarios de la finca de Santa Cecilia, por un total de 648 154 euros.